# 묘녀
"묘녀"는 한국에서 제작된 홍파 감독의 1974년 영화이다. 정재활 등이 주연으로 출연하였고 김태수 등이 제작에 참여하였다.

## 출연

### 주연
- 정재활
- 선우용여
- 김복진